# Июсско-Ширинская степь

Июсско-Ширинская степь

Июсско-Ширинская степь — степное пространство в Чулымо-Енисейской
котловине. На востоке ограничена Красноярским водохранилищем, на западе — рекой Белый Июс. На территории Хакасии находится в пределах Ширинского и, частично, Боградского и Орджоникидзевского районов.
Общая площадь — 7,0 тыс. км². Сложена девонскими и каменноугольными породами, повсеместно развиты четвертичные отложения. Рельеф сложный, встречаются обширные равнины, гряды холмов, которые переходят в низкогорья и горы, а также межгорные впадины. Средние высотные отметки — 300—400 м над уровнем моря. Гидрографическая сеть развита очень слабо. Во впадинах часто расположены большие и маленькие озёра (наиболее значительные по площади — озёра Шира, Белё, Иткуль). Климат континентальный, увлажнение недостаточное, тепла меньше, чем в других степных районах.
Продолжительность безморозного периода около 110 дней. В почвенном покрове преобладают южные и обыкновенные чернозёмы. Преобладает степной тип растительности. Зональные крупнодерновинные степи с эдификатором ковылём волосатиком (тырса) (Stipa capillata) и овсецом пустынным (Helictotrichon desertorum). В настоящее время они занимают лишь 14 % площади округа. Луговые степи занимают всего 5,4 % площади и распространены преимущественно по северным склонам. Мелкодерновинные степи с основой травостоя из типчака (Festuca pseudovina), тонконога (Koeleria cristata), змеёвки (Cleistogenes squarrosa), а также ковыля обманчивого (Stipa decipiens) на юге занимают значительные участки пологих склонов. На севере они переходят на южные крутые склоны и встречаются реже. Среди каменистых степей, занимающих около 5 % площади округа, характерно развитие фитоценозов с преобладанием кобрезии (Kobresia filifola) значительным участием др. видов. В приозёрных котловинах широко распространены вострецовые солонцеватые степи, комплексирующиеся с зарослями пикульника (Iris biglumis) и волоснецовыми степями.